# アゲハチョウ属
アゲハチョウ属（アゲハチョウぞく、Papilio）は、アゲハチョウ族を分類する属の1つである。全世界に200種以上の種が生息し、日本には11種が生息する。属名の Papilio とはラテン語で「チョウ」のことで、カール・フォン・リンネが1758年に初めて動物の学名を発表した際に、すべてのチョウの属名として採用したものである。

## 特徴
全世界の熱帯から温帯にかけて分布し、島嶼部にも勢力を広げている。日本に生息していないオーストラリア産のオオルリアゲハや北アメリカ産のイースタン・タイガー・スワローテイルなど、世界各地に特徴的な種が生息している。英名Swallowtailが表すように、ナミアゲハやキアゲハなど後翅に尾状突起をもつ種が知られるが、ナガサキアゲハやオナシアゲハのように突起のない種も多く、その有無は必ずしも属の特徴とはならない。
熱帯では成虫が通年発生するが、温帯では冬季に発生が止まることが多い。日本では「春型」「夏型」の差異が知られ、夏型の方が大型で、色彩が濃く、文様が明瞭になる傾向にある。
幼虫の食草はミカン科やセリ科などが多く、その刺激成分を集積して、頭頂の臭角から発して天敵を撃退する。二齢幼虫から四齢幼虫にかけては、鳥の糞そっくりの姿をしているものや派手な斑模様をしているものがあり、終齢幼虫はヘビに似た姿に変わるものが知られている。
蛹を経て成虫へと羽化する。日本では発生が止まる冬の休眠期を蛹で過ごす。
成虫は食草に近いところで生息し、盛んにさまざまな花の蜜を吸い、水たまりでは羽ばたきながら吸水する行動がみられる。
日本ではなじみ深いチョウとして親しまれる一方、生息種の多くが農産物であるミカン科・セリ科を食草とするため、農業従事者にとっては害虫として扱われる（例えば、ナミアゲハはウンシュウミカンやサンショウ、シロオビアゲハはシークヮーサー、キアゲハはニンジンやパセリ）。カラスアゲハやクロアゲハは栽培種を好まず、野生種を好む。

## 日本で生息する種
- ナミアゲハ Papilio (Sinoprinceps) xuthus Linnaeus, 1767　（Chinese yellow swallowtail）
  - 前翅長4 - 6cm、3 - 10月に2 - 5回発生し、幼虫の食草はミカン科植物。日本国内全域に生息し、海外では朝鮮半島や沿海州を北限とし、ミャンマー北部までユーラシア大陸の東部～南部に生息する。ハワイ諸島にも外来種として侵入し、柑橘類農業の害虫となっている。ヨーロッパ発祥の分類学上では比較的なじみの少ないアジア固有種だが、主要な生息地である日本では代表的なアゲハチョウと見なされる。
- キアゲハ Papilio (Papilio) machaon Linnaeus, 1758　（Common yellow swallowtail）
  - 前翅長4 - 6cm、4 - 10月に2 - 4回発生し、幼虫の食草はセリ科植物。南西諸島を除く日本国内に亜種P. m. hippocrates C. & R. Felder, 1864が生息し、海外ではヨーロッパ～極東に至るユーラシア大陸と北アメリカ大陸北西部に生息する。広域に分布し、ヨーロッパでも代表的なアゲハチョウであるため、リンネが学名をつけた最初の種の一つであり、アゲハチョウ属のタイプ種に位置づけられる。
- ナガサキアゲハ Papilio (Menelaides) memnon Linnaeus, 1758　（Great Mormon）
  - 前翅長6 - 8cm、4 - 10月に3 - 6回発生し、幼虫の食草はミカン科植物。東海地方以南の南日本に生息するが、関東・東北でも稀に採集される。海外ではインド東部から中国華南に至るユーラシア大陸南東～東部、インドネシア各島嶼や台湾に生息する。尾状突起を持たず、台湾・南西諸島・九州南部で突起のある突然変異が稀に出現する。性的二形が明瞭で、メスの後翅には白い紋が入る。
- モンキアゲハ Papilio (Menelaides) helenus Linnaeus, 1758　（Red Helen）
  - 前翅長6 - 8cm、4 - 10月に2 - 3回発生し、幼虫の食草はミカン科植物。関東地方以西〜沖縄諸島までの西日本に亜種P. h. nicconicolens Butler, 1881が生息し、海外ではヒマラヤ山脈南麓から朝鮮半島に至るユーラシア大陸南東～東部、インドネシア・フィリピンの各島嶼、台湾に生息する。ナガサキアゲハやオオゴマダラとともに「日本最大の蝶」とされる。開けた土地よりも里山沿いを好む。
- シロオビアゲハ Papilio (Menelaides) polytes Linnaeus, 1758　（Common Mormon）
  - 前翅長4.5 - 5cm、沖縄県で通年、奄美群島で2 - 11月に5 - 6回発生し、幼虫の食草はミカン科植物。トカラ列島以南の南西諸島に生息し、海外ではパキスタンから中国華南に至るユーラシア大陸南東部　インドネシア・フィリピンの各島嶼、台湾、マリアナ諸島に広く分布する。前翅の縁に白い帯が入り、止まると翅を横断しているように見える。
- クロアゲハ Papilio (Menelaides) protenor Cramer, 1775　（Spangle）
  - 前翅長4.5 - 7cm、4 - 8月に2 - 4回発生し、幼虫の食草はミカン科植物。本州（秋田県以南）に亜種P. p. demetrius  Stoll, [1782]が生息し、海外ではパキスタンから朝鮮半島に至るユーラシア大陸南東～東部、台湾に分布する。短いものの尾状突起があり、日本産亜種の特徴となっている。文字通り黒い蝶だが、後翅には赤い斑が入り、さらにオスは後翅前縁に白帯が入る。
- オナガアゲハ Papilio (Menelaides) macilentus Janson, 1877　（著名な英名なし）
  - 前翅長4.5 - 7cm、4 - 8月に2 - 3回発生し、幼虫の食草はミカン科植物。道央から～九州にかけての本土と周辺の島に分布し、南西諸島に分布しない。海外でも朝鮮半島から中国にかけての局地的な分布にとどまる。和名通りに尾状突起が長く、ジャコウアゲハに近い体型をしていることから、擬態の一例といわれる。性的二型を示し、クロアゲハ同様オスのみに後翅前縁に白線が走る。
- カラスアゲハ Papilio (Achillides) bianor Cramer, 1777　（Chinese peacock）
  - 前翅長4.5 - 8cm、4 - 9月に2 - 3回発生し、幼虫の食草はミカン科植物。日本本土、トカラ列島に生息し、大隅諸島には生息しない。海外ではアフガニスタンから朝鮮半島にかけてのユーラシア大陸南東部に分布する。飛翔速度が遅く、ミカン科でも栽培種を好まないため、開けた農村部では少ない。一方で、パイオニア植物のカラスザンショウを好むため、都市の緑化地帯や里山には出現しやすい。
- オキナワカラスアゲハ Papilio (Achillides) okinawensis Fruhstorfer, 1898　（著名な英名なし）
  - 前翅長4.5 - 8cm、3 - 10月に4回発生し、幼虫の食草はミカン科植物。奄美群島と沖縄諸島のみに生息する。長らくカラスアゲハの奄美・沖縄産亜種とみなされていた。カラスアゲハとの種間雑種を発生することはできるが、生殖能力はなく、DNA分析でも両者を別種とみなす結果が出た。
- ヤエヤマカラスアゲハ Papilio (Achillides) junia Jordan, 1909　（著名な英名なし）
  - 前翅長4.5 - 8cm、通年発生し、幼虫の食草はミカン科植物。八重山諸島に生息する。やはりカラスアゲハの八重山産亜種とみなされてきた。最近は、カラスアゲハがP. dehaaniとP. bianorの2種に分けられ、本種は後者の亜種、（本土産は前者）とする見解が主流である。
- ミヤマカラスアゲハ Papilio (Achillides) maackii Ménétries, 1859　（著名な英名なし）
  - 前翅長4 - 7.5cm、4 - 9月に2 - 3回発生し、幼虫の食草はミカン科植物。北海道から大隅諸島までの日本本土全域に生息し、海外では中央アジアから朝鮮半島にかけてのユーラシア大陸中東部に分布する。あまり開けた土地に出てくることはないが、名前の印象ほど山奥に生息するわけでもない。吸水する際には、オスだけが集団を形成し、メスは単独で行うという特殊な行動が見られる。